# Hadsund Roklub
Hadsund Roklub (HR) blev stiftet den 12. februar 1931 i Hadsund. Den daglig roning forgår på Mariager Fjord.
Klubben har haft to der har været vundet i DM ungdoms og juniorklasserne i den laveste række, B-rækken, i 4 år det var i året 2010-2011 og 2012-2013 William Herman Wisholm og Mathias Danmark. 330 medlemmer. Klubben er medlem af Dansk Forening for Rosport og Dansk Kano og Kajakforbund uden DIF. Derudover er der 110 kvadratmeter motionscenter og der er også mulighed for at gå i sauna. Hadsund Roklub råder også over såvel traditionelle robåde, inriggere, som kajakker. Deres daglige rofarvand er Mariager Fjord. Hadsund Roklubs klubhus ligger på Hadsund Lystbådehavn.
Hadsund Roklub modtog i 2014 den Nordjysk Idrætspris.
Man skal kunne svømme 300 meter og være fyldt 11 år for at blive medlem af klubben. Klubben oplevet stigning i interessen for kajaksporten og har derfor oprettet en afdeling der skal medvirke til at gøre klubben endnu mere attraktiv. Hadsund Roklub har for tiden over 20 turkajakker og 6 børnekajakker som står til frit brug for klubbens medlemmer.

## Kendte medlemmer
- Thor Kristensen
- Sine Christiansen
- Christian Noll Nielsen
- Jens Noll Nielsen
- Nicolai Skjølstrup
- Trine Toft Andersen
- Mathias Danmark
- William Wisholm

## Ekstern henvisning
- Hadsund Roklubs website

56°42′31″N 10°06′12″Ø / 56.70854°N 10.10326°Ø